# Journal of Differential Equations
Journal of Differential Equations is een internationaal, aan collegiale toetsing onderworpen wetenschappelijk tijdschrift op het gebied van differentiaalvergelijkingen.
De naam wordt in literatuurverwijzingen meestal afgekort tot J. Differ. Equat. Het wordt uitgegeven door Elsevier en verschijnt tweewekelijks.
Het eerste nummer verscheen in 1965.